# Усијане главе! 2
Усијане главе! 2 (енгл. Hot Shots! Part Deux) америчка је комедија из 1993, представља наставак филма Усијане главе!. Филм је првенствено пародија филмова Рамбо 2 и Рамбо 3. Као и претходни, и овај филм је режирао Џим Абрахамс који је и написао сценарио заједно са Пат Профтом. Главне улоге тумаче Чарли Шин, Лојд Бриџиз, Валерија Голино, Бренда Баке, Ричард Крена и други.

## Радња
Напуштен од љубави свог живота, Рамаде, Топер Харли напушта војну службу. Одлази на Далеки исток где се придружује монасима који се уздржавају поправљајући електронске апарате. Истовремено у Вашингтону, где је бивши Топеров командант Томас Бенсон, сада председник, влада кризно стање.
Након „Пустињске олује” неколико америчких војника је заробљено, а све су досадашње мисије ослобађања су пропале, а њихови војници су заробљени. За нову мисију остао им је једино Топер, али он у почетку одбија да се врати насиљу. Када и пуковник Волтерс бива заробљен, Топер напокон креће у акцију.
Истовремено почиње љубавну везу са  Мишел, агентом ЦИА-е, иако још воли Рамаду. Она се такође налази у Ираку покушавајући ослободити свог садашњег супруга те се њих двоје поново срећу.

## Улоге
| Глумац          | Улога                    |
| --------------- | ------------------------ |
| Чарли Шин       | Шон „Топер” Харли        |
| Лојд Бриџиз     | председник Томас Бенсон  |
| Валерија Голино | Рамада Родман Хајмен     |
| Бренда Баке     | Мишел Хадлстон           |
| Ричард Крена    | пуковник Дентон Волтерс  |
| Мигел Ферер     | командир Арвид Харбинџер |
| Роуан Аткинсон  | Декстер Хајмен           |
| Џери Халева     | Садам Хусеин             |
| Рајан Стајлс    | Рабиновиц                |
| Андреас Кацулас | Руфшад                   |

## Пријем
Филм је добио позитивне критике од критичара и публике, иако мало лошије од свог претходника. Сајт Rotten Tomatoes му је дао рејтинг 59% и просечну оцену 5,6/10. Филм је био велики финансијски успех, јер је широм света зарадио преко 130 милиона долара.